# Bombay (nummer)
"Bombay" is een nummer van de Nederlandse band Golden Earring. Het nummer verscheen op hun album Contraband uit 1976. Op 26 november van dat jaar werd het nummer uitgebracht als de enige single van het album.

## Achtergrond
"Bombay" is geschreven door gitarist George Kooymans en zanger Barry Hay en geproduceerd door de gehele band. Het gaat over een man die uit Los Angeles vertrekt en in Bombay een nieuw leven opbouwt zonder een spoor achter te laten. Het nummer kende oorspronkelijk het refrein "mayday, mayday", maar Hay, die de eerste acht jaar van zijn leven in India woonde, maakte hier "Bombay" van.
Zowel de muziek als de tekst van "Bombay" kent Aziatische invloeden. Bekend is de intro, die bestaat uit een drumsolo van Cesar Zuiderwijk. Zo worden onder meer hasj en de Kamasutra bezongen. Verder kwam gitarist Eelco Gelling op het idee om een Aziatisch gitaarloopje op te nemen; desondanks werd hij niet genoemd als medeschrijver. Ook is Patricia Paay te horen als achtergrondzangeres en Nippy Noya als percussionist.
"Bombay" was de laatste in een lange reeks achtereenvolgende top 10-hits, die in 1967 begon met "In My House". Sindsdien kwamen alle singles van de groep die de hitlijsten behaalden ook in de top 10 terecht. 
"Bombay" werd in Nederland veel gedraaid op Hilversum 3 en werd een radiohit in de op dat moment twee hitlijsten op de nationale popzender. De plaat bereikte de 7e positie in zowel de Nederlandse Top 40 als de Nationale Hitparade. In de op Hemelvaartsdag 27 mei 1976 gestarte Europese hitlijst op Hilversum 3, de TROS Europarade, bereikte de plaat de 14e positie. 
In België bereikte de plaat de 4e positie in de Vlaamse Radio 2 Top 30 en de 11e positie in de Vlaamse Ultratop 50.

## Hitnoteringen

### Nederlandse Top 40
| Hitnotering: 11-12-1976 t/m 05-02-1977 | Hitnotering: 11-12-1976 t/m 05-02-1977 | Hitnotering: 11-12-1976 t/m 05-02-1977 | Hitnotering: 11-12-1976 t/m 05-02-1977 | Hitnotering: 11-12-1976 t/m 05-02-1977 | Hitnotering: 11-12-1976 t/m 05-02-1977 | Hitnotering: 11-12-1976 t/m 05-02-1977 | Hitnotering: 11-12-1976 t/m 05-02-1977 | Hitnotering: 11-12-1976 t/m 05-02-1977 | Hitnotering: 11-12-1976 t/m 05-02-1977 | Hitnotering: 11-12-1976 t/m 05-02-1977 |
| Week                                   | 1                                      | 2                                      | 3                                      | 4                                      | 5                                      | 6                                      | 7                                      | 8                                      | 9                                      |                                        |
| -------------------------------------- | -------------------------------------- | -------------------------------------- | -------------------------------------- | -------------------------------------- | -------------------------------------- | -------------------------------------- | -------------------------------------- | -------------------------------------- | -------------------------------------- | -------------------------------------- |
| Positie                                | 20                                     | 12                                     | 8                                      | 7                                      | 7                                      | 8                                      | 15                                     | 27                                     | 36                                     | uit                                    |

### Nationale Hitparade
| Hitnotering: 04-12-1976 t/m 29-01-1977 | Hitnotering: 04-12-1976 t/m 29-01-1977 | Hitnotering: 04-12-1976 t/m 29-01-1977 | Hitnotering: 04-12-1976 t/m 29-01-1977 | Hitnotering: 04-12-1976 t/m 29-01-1977 | Hitnotering: 04-12-1976 t/m 29-01-1977 | Hitnotering: 04-12-1976 t/m 29-01-1977 | Hitnotering: 04-12-1976 t/m 29-01-1977 | Hitnotering: 04-12-1976 t/m 29-01-1977 | Hitnotering: 04-12-1976 t/m 29-01-1977 | Hitnotering: 04-12-1976 t/m 29-01-1977 |
| Week                                   | 1                                      | 2                                      | 3                                      | 4                                      | 5                                      | 6                                      | 7                                      | 8                                      | 9                                      |                                        |
| -------------------------------------- | -------------------------------------- | -------------------------------------- | -------------------------------------- | -------------------------------------- | -------------------------------------- | -------------------------------------- | -------------------------------------- | -------------------------------------- | -------------------------------------- | -------------------------------------- |
| Positie                                | 28                                     | 18                                     | 10                                     | 8                                      | 9                                      | 7                                      | 11                                     | 19                                     | 29                                     | uit                                    |

### TROS Europarade
Hitnotering: week 1 1977 (6 januari): #14. 

### NPO Radio 2 Top 2000
| Nummer met noteringen in de NPO Radio 2 Top 2000 | '00 | '01 | '02  | '03  | '04  | '05  | '06  | '07  | '08  | '09  | '10  | '11  | '12  | '13  | '14  | '15  | '16  | '17  | '18 | '19  | '20 | '21  | '22  |
| ------------------------------------------------ | --- | --- | ---- | ---- | ---- | ---- | ---- | ---- | ---- | ---- | ---- | ---- | ---- | ---- | ---- | ---- | ---- | ---- | --- | ---- | --- | ---- | ---- |
| Bombay                                           | 707 | -   | 1420 | 1289 | 1236 | 1457 | 1237 | 1354 | 1325 | 1627 | 1622 | 1456 | 1471 | 1598 | 1904 | 1882 | 1826 | 1946 | -   | 1972 | -   | 1289 | 1959 |

1. ↑  Een '-' betekent dat het nummer niet was genoteerd en een vetgedrukt getal geeft de hoogste notering aan.
2. ↑  2000 was het eerste jaar met een notering voor dit nummer.
3. ↑  Deze tabel is bijgewerkt tot en met de laatste editie (2024).

Discografie